# Eduard G. Fidel
Eduard G. Fidel (als Firma auch abgekürzt egf; * 11. Juni 1919; † 1. Juli 2005) war ein deutscher Unternehmer im Bereich der Schmuckfabrikation. Er führte als einer der ersten das in den USA entwickelte Spritzgussverfahren für die Ringherstellung in Deutschland ein. Zu den Fidel-Produkten zählt auch heute noch der von ihm erfundene Memoire-Ring, der wie ein Tagebuch bedeutende persönliche Ereignisse im Leben der Besitzerin dokumentieren kann. 
Eduard G. Fidel bildete im Lauf seines Lebens in Marktredwitz 387 Lehrlinge aus, von denen viele in der Region tätig sind, sodass es dort eine ähnlich starke Niederlassung an Schmuckschaffenden wie in Pforzheim gibt.
Sein Unternehmen Eduard G. Fidel GmbH & Co. KG (abgekürzt egf) ist heute Teil der Binder Gruppe.

## Unternehmensgeschichte
Der gelernte Goldschmied hatte noch 1945 eine Firma in Marktredwitz. Binnen 20 Jahren avancierte diese zu einem der weltweit großen Ateliers für die Modellherstellung und verbuchte mit eigenen Schmuck-Kreationen Millionen-Umsätze. Als einer der ersten führte er das in den USA entwickelte Spritzgussverfahren für die Ringherstellung in Deutschland ein.
Zu den Fidel-Produkten zählt der von ihm erfundene Memoire-Ring, der wie ein Tagebuch bedeutende persönliche Ereignisse im Leben der Besitzerin dokumentieren kann.
Anfang der 1990er Jahre zog sich Eduard G. Fidel aus gesundheitlichen Gründen als Unternehmer und Designer zurück. Die Firma blieb zunächst weiter in Familienbesitz und wurde von seiner zweiten Ehefrau Ulrike Jordan-Fidel in Marktredwitz weiter geführt, bevor das Unternehmen an den Pforzheimer Konzern Zettl verkauft wurde. Ende 2001 übernahm ein junges Pforzheimer Unternehmen die Firma. Seit Ende 2002 firmiert das Unternehmen wieder unter dem Namen seines Gründers, egf - Eduard G. Fidel GmbH.
2004 etablierte die Firma die Initiative TRAURINGjuwelier, die sich zu Deutschlands größtem Verbund von Trauringspezialisten entwickelte.
Eduard G. Fidel starb am 1. Juli 2005 in Marktredwitz.

### Firmen-Philosophie
Seinen Erfolg verdankte Fidel auch seiner arbeitnehmerorientierten Haltung sowie seiner Aufgeschlossenheit für modernes Prozess-Management. Er bot seiner Belegschaft angenehme Arbeitsplätze und großzügige Sozialräume.